# Dionísio de Araújo Machado
Dionísio de Araújo Machado (Lagarto, 08 de outubro de 1905 — Sergipe, 16 de julho de 1985) foi um político brasileiro.

## Biografia
Filho de Candido Barreto Machado e D. Maria de Araújo Machado. Líder conservador, andava nas noites olhando as lâmpadas que estavam queimadas e as ruas que precisavam de reparos. Em 3 de outubro de 1958 foi candidato a vice–governador do Estado. naquela época existia disputa pela vice Governadoria, e Dionísio venceu o ex-Vice Governador Edézio Vieira de Melo, que teve 50.997 votos, contra 54.191 do lagartense Dionísio Machado, em maio de 1962 o Governador Luiz Garcia renunciou para se candidatar a senador e em seu lugar assumiu por nove meses Dionísio, que durante o período que foi governador ia despachar no palácio do governo em Aracaju a pé, saia de sua casa em Aracaju até o palácio conversando com o povo a pé. Já em 1967, Dionísio disputa pela segunda vez a prefeitura de Lagarto. E sai candidato sozinho, isso mesmo meus amiguinhos, todas as forças políticas de Lagarto naquele tempo apoiaram Dionísio. De Ribeirinho, Acrísio Garcez a Artur Reis, que na época ainda não era um líder político,diferente de Ribeirinho que já tinha sido prefeito e estava Deputado no segundo mandato. Dionísio teve para prefeito 4521 votos contra 1095 votos brancos. Figura insubstituível, sua palavra era como um documento. Sua ultima intervenção política foi em 1982 quando ajudou a eleger Artur Reis prefeito. Pela passagem de seu falecimento em 1985, tanto Artur Reis quanto Ribeirinho lamentaram muito a perda do grande líder político de Lagarto. Pode se disser que Dionísio foi o pai político de Ribeirinho e Artur Reis, por tanto pai do Bole-bole e Saramandaia.
Prefeito por duas vezes de Lagarto (1958-1962 e 1970-1974) e vice-governador do estado de Sergipe por dois anos, quando assumiu o estado devido ao afastamento do atual governador. Fundou o Hospital Nossa Senhora da Conceição, que tem grande importância para a região centro-sul de Sergipe. Durante a campanha do seu candidato a prefeito, Dr. João Almeida Rocha, ajudou a fundar o grupo oligárquico Saramandaia, que, ainda hoje,  é um marco no quadro político do município.